# 瑞恩·平克斯頓
瑞恩·平克斯頓（英語：Ryan Pinkston，1988年2月8日—）是美國的一位演員和模特。他最著名的作品是電視節目明星大整蠱。他出生在馬里蘭州.。他有希臘血統。

## 外部連結
- Official site （页面存档备份，存于）
- Ryan Pinkston在互联网电影资料库（IMDb）上的資料（英文）
- Full of It's MySpace page （页面存档备份，存于）